# Meloman
Meloman (russisch Меломан) ist ein Einzelhandelsunternehmen in Kasachstan mit Sitz in Almaty. Es vertreibt in seinen Märkten Audio- und Videoprodukte, Unterhaltungselektronik sowie Bücher. Gegründet wurde es 1987 von Igor Deriglasow.
Es besitzt in ganz Kasachstan etwa 60 Läden mit einer Verkaufsfläche von 50.000 Quadratmetern. Meloman besitzt die Rechte zum Verkauf von Produktionen von The Walt Disney Company, Sony Pictures Entertainment, Warner Bros., Universal Studios, Mosfilm, Paramount Pictures, 20th Century Fox, DreamWorks, Sony Music Entertainment und Universal Music.

## Geschichte
Das Unternehmen Meloman wurde 1987 in Öskemen von Igor Deriglasow gegründet. Er verkaufte dort illegal hergestellte Audio- und die Video-Produkte. Zwei Jahre später beteiligte sich sein Bruder Alexander am Geschäft seines Bruders. 
1992 begann das Unternehmen mit dem Verkauf von Fernsehgeräten und 1996 eröffnete das erste Geschäft von Meloman in Öskemen unter dem Namen M-Technik. Durch Verträge mit LG Electronics, Samsung, Sony und Indesit konnten deren Produkte in den Geschäften verkauft werden.
Mit Sony schloss man 2001 einen Vertrag über den ausschließlichen Vertrieb deren Produkte in Kasachstan ab. Die Anzahl der Geschäfte stieg bis 2002 auf sieben an.
Bereits 2007 war die Anzahl der Geschäfte auf 65 angewachsen. Es wurde das Einkaufszentrum Comfort in Semei eröffnete und am 30. August 2007 wurde die erste Filiale von "Booking" eröffnet. 2009 wurde der Onlineshop von Meloman eröffnet. Außerdem schloss man einen Vertrag mit Walt Disney Pictures über den Vertrieb deren Produkten ab.
2010 folgte eine Unterzeichnung eines Vertrags für den ausschließlichen Vertrieb der Produkte von 20th Century Fox in Kasachstan.

## Geschäftsfelder
Anfang 2010 war die Ladenkette Meloman mit 47 Filialen in ganz Kasachstan vertreten. Es werden eine Vielzahl von Multimedia-Produkten (Filme, Musik-CDs, Software, Computerspiele und Bücher), digitale Hardware (Spielekonsolen, Laptops, Kameras und Handys) und dazugehöriges Zubehör angeboten.
Am 30. August 2007 eröffnete in Almaty die erste Filiale der Ladenkette "Booking". Diese befinden sich in der Regel direkt neben einer Filiale von Meloman.
Auch zwei Einkaufszentren Comfort und die Geschäfte M-Technik werden in der kasachischen Region Ostkasachstan unterhalten. Die Einkaufszentren Comfort in Öskemen und Semei bieten Bau- und Dekorationsmaterialien, Elektronik und Haushaltsgeräte, Haushaltswaren und Lebensmittel an.